# Léon-François-Antoine Aurifeuille
Léon-François-Antoine Aurifeuille, né le 9 mars 1822 à Toulouse et mort à Nice en mars 1882,, est un mathématicien et prestidigitateur français, qui a découvert l'existence des factorisations aurifeuilliennes pour certains nombres de la forme bn±1.

## Biographie
Il est l'auteur de trois livres : Cours de géométrie élémentaire (avec C. Richaud, Bachelier, Paris, 1847),
Traité de géométrie élémentaire (avec C. Dumont, Bonnal & Gibrac, Toulouse, 1860), et Traité d'arithmétique (avec C. Dumont, Bonnal & Gibrac, Toulouse, 1859).
Sous le pseudonyme Alfred Herbert, vicomte de Caston, il fait une carrière parallèle d'illusioniste dans la lignée de Robert-Houdin, et écrit
- Les Tricheurs, scènes de jeu (éditions Dentu, Paris, 1863)
- Les marchands de miracles ; histoire de la superstition humaine (éditions Dentu, Paris, 1864)
- Tartuffe Spirite (1865)
- Les Vendeurs de Bonne Aventure (1866)
- Musulmans et chrétiens, la Turquie en 1873 (1874)
- Peerless Prestidigitation (publié à titre posthume en Angleterre en 1910)

Jules Verne mentionne Alfred de Caston dans son roman Autour de la Lune (chapitre VIII).